# 小さな掌
「小さな掌」（ちいさなてのひら）は、Aqua Timezの5枚目のシングル。2007年10月31日発売。

## 概要
前作「ALONES」の発売から約3か月という、早いペースでのリリースとなった。2007年10月から放送されたTBS系連続ドラマ「ジョシデカ!-女子刑事-」の主題歌。Aqua Timez初となる連続ドラマの主題歌を担当することになった。
キーボード担当のmayukoはPV中でグランドピアノを使用している。PVに出演しているモデルは春日潤也と大出千尋。
2007年10月11日から配信が着うたとして開始された。
「千の夜をこえて」以来の1曲の収録のみで525円（税込）。初回仕様は、Aqua Timezポエトリーカード1と2ndアルバム『ダレカの地上絵』との連動施策特典（ダブル購入者特典）が封入されている。応募すれば抽選で、Aqua Timezの直筆サイン入りのカバー画像に似た赤りんごの「オリジナル・デカリンゴ CDホルダー」がもらえる。カバー画像は赤りんごから白いりんごの花が咲いているもの。
キャッチコピーは「聴けば聴くほど泣けてくる」。

キャッチフレーズは「綺麗な悲しみなんかじゃない、自分で枯らした花だから。」。

## 収録曲
1. 小さな掌 [5:49]
2. 小さな掌 (Instrumental Mix) [5:50]

作詞・作曲：太志　編曲：Aqua Timez（全曲）